# Liste der Städte in Texas
- Abbott
- Abernathy
- Abilene
- Addison
- Alamo
- Albany
- Alice
- Allen
- Alpine
- Alvarado
- Alvin
- Amarillo
- Ames
- Andrews
- Angleton
- Anthony
- Aransas Pass
- Archer City
- Argyle
- Arlington
- Athens
- Atreco
- Austin
- Austwell
- Avery
- Azle
- Baileys Prairie
- Bakersfield
- Balch Springs
- Ballinger
- Barbours Cut
- Barrett
- Bartonville
- Bastrop
- Bay City
- Bayport
- Baytown
- Beach City
- Beaumont
- Bedford
- Bee Cave
- Beeville
- Bellaire
- Bellmead
- Bellville
- Belton
- Benbrook
- Bertram
- Big Sandy
- Big Spring
- Bishop
- Bloomington
- Bobger
- Bogata
- Bon Wier
- Bonger
- Bonham
- Booker
- Borger
- Brackettville
- Brady
- Brazoria
- Breckenridge
- Bremond
- Brenham
- Bridge City
- Bridgeport
- Brookshire
- Brookside Village
- Brownfield
- Brownfield
- Brownsville
- Brownwood
- Bryan
- Buda
- Buffalo
- Bulverde
- Burkburnett
- Burleson
- Burnet
- Cactus
- Caddo Mills
- Caldwell
- Calvert
- Cameron
- Camp Wood
- Canadian
- Canton
- Canyon
- Carrizo Springs
- Carrollton
- Carthage
- Castroville
- Cedar Bayou
- Cedar Hill
- Cedar Park
- Center Point
- Centerville
- Channelview
- Charleston
- Childress
- Chillicothe
- Chocolate Bayou
- Christoval
- Cibolo
- Cirarlake
- Cisco
- Clarksville
- Clearlake
- Cleburne
- Cleveland
- Clifton
- Clute
- Clyde
- Cockrell Hill
- Coldspring
- Coleman
- College Station
- Colleyville
- Colorado City
- Columbus
- Comanche
- Combine
- Comfort
- Commerce
- Comyn
- Conroe
- Converse
- Coolidge
- Coppell
- Corpus Christi
- Corsica
- Corsicana
- Cotulla
- Cove
- Coyanosa
- Crane
- Crockett
- Crosby
- Crosbyton
- Cross Plains
- Crowell
- Crowley
- Crystal City
- Cuero
- Cut and Shoot
- Cypress
- Daingerfield
- Daisetta
- Dalhart
- Dallas
- Danbury
- Dayton
- Decatur
- Deer Park
- Defense
- Del Rio
- Denison
- Denton
- Denver City
- Detroit
- Devers
- Devine
- Diboll
- Dickinson
- Donna
- Dripping Springs
- Dublin
- Dumas
- Duncanville
- Eagle Lake
- Eagle Pass
- Early
- Eastland
- Edcouch
- Eden
- Edinburg
- El Campo
- El Paso
- Eldon
- Electra
- Elgin
- Emory
- Ennis
- Euless
- Evadale
- Fabens
- Fairfield
- Farmers Branch
- Farmersville
- Farwell
- Flatonia
- Florence
- Flower Mound
- Floydada
- Forney
- Fort Davis
- Fort Stockton
- Fort Worth
- Franklin
- Fredericksburg
- Freeport
- Friendswood
- Friona
- Frisco
- Fritch
- Fulshear
- Gainesville
- Galena Park
- Galveston
- Garden Ridge
- Garland
- Gatesville
- Georgetown
- Giddings
- Gilmer
- Glen Rose
- Glenn Heights
- Goliad
- Gonzales
- Gordon
- Graham
- Granbury
- Grand Prairie
- Grapeland
- Grapevine
- Grapevine
- Greenview Hills
- Greenville
- Griffin
- Hale Center
- Hallettsville
- Hallsville
- Haltom City
- Hamilton
- Hamlin
- Hardin
- Harker Heights
- Harlingen
- Haskell
- Hearne
- Hempstead
- Henderson
- Henrietta
- Hereford
- Hewitt
- Hico
- Hidalgo
- Highland Village
- Highlands
- Hill Country Village
- Hillsboro
- Hilshire Village
- Hondo
- Houston
- Humble
- Humbolt
- Huntsville
- Hurst
- Hutchins
- Hutto
- Ingleside on the Bay
- Iowa Park
- Iraan
- Irving
- Jacinto
- Jacksboro
- Jacksonville
- Jamaica Beach
- Jasper
- Jefferson
- Jewett
- Johnson
- Johnson City
- Junction
- Katy
- Kearne
- Keenan
- Keller
- Kemah
- Kenedy
- Kenedy
- Kenefick
- Kennedale
- Kerens
- Kerrville
- Kilgore
- Killeen
- Kingsville
- Kingswood
- Kinwood
- Kosse
- Krum
- Kyle
- La Feria
- La Grange
- La Marque
- La Porte
- Lacy Lakeview
- Ladonia
- Lake Brownwood
- Lake Dallas
- Lake Jackson
- Lakeside
- Lakeway
- Lamesa
- Lampasas
- Lancaster
- Laredo
- Lavaca
- League City
- Leander
- Leon Valley
- Leonard
- Levelland
- Lewisville
- Liberty
- Lindale
- Littlefield
- Livingston
- Lockhart
- Lockney
- Lometa
- Lone Star
- Lorenzo
- Los Fresnos
- Louise
- Lubbock
- Lucas
- Lufkin
- Lumberton
- Manor
- Mansfield
- Manvel
- Marble Falls
- Marfa
- Marlin
- Marshall
- Matagorda Island
- Mathis
- Maypearl
- McAllen
- McKinney
- Medina
- Memphis
- Menard
- Mercedes
- Merkel
- Mesquite (Borden County, Texas)
- Mesquite (Dallas County, Texas)
- Mexia
- Midland
- Midlothian
- Miles
- Milford
- Mineola
- Mineral Wells
- Mission
- Mission-McAllen apt
- Missouri City
- Monahans
- Mont Belvieu
- Monte Alto
- Moody
- Morgans Point
- Moulton
- Mount Pleasant
- Mount Vernon
- Muenster
- Muleshoe
- Murchison
- Murphy
- Nacogdoches
- Nassau Bay
- Nederland
- Needville
- Nesbitt
- New Boston
- New Braunfels
- New Deal
- New Waverly
- Nocona
- Norsworthy
- North Cleveland
- North Richland Hills
- Oak Point
- Oakwood
- Odessa
- O'donnell
- Olney
- Onalaska
- Orange
- Overton
- Ozona
- Paducah
- Paint Rock
- Palacios
- Palestine
- Pampa
- Paris
- Parker
- Pasadena
- Pearland
- Pecos City
- Pecos
- Perryton
- Pflugerville
- Pharr
- Pittsburg
- Plainview
- Plano
- Plum Grove
- Point Comfort
- Ponder
- Port Aransas
- Port Arthur
- Port Bolivar
- Port Isabel
- Port Lavaca
- Port Neches
- Portland
- Post
- Prairie
- Presidio
- Progresso
- Prosper
- Quanah
- Quitaque
- Ralls
- Ranger
- Ravenna
- Raymondville
- Red Oak
- Red River Ad
- Refugio
- Richardson
- Richland
- Richland Hills
- Richmond
- Riesel
- Rio Grande City
- Rising Star
- River Oaks
- Roanoke
- Robinson
- Rochester
- Rockdale
- Rockport
- Rockwall
- Roma
- Ropesville
- Rosenberg
- Rotan
- Round Rock
- Round Top
- Rowlett
- Royse City
- Rule
- Rusk
- Sabine
- Sachse
- Saginaw
- Salado
- San Angelo
- San Antonio
- San Benito
- San Marcos
- San Saba
- Sanderson
- Santa Anna
- Savoy
- Schertz
- Scottsville
- Seabrook
- Seadrift
- Seagoville
- Seagraves
- Sealy
- Sebastian
- Seguin
- Selma
- Seminole
- Seymour
- Shamrock
- Shavano Park
- Sheldon
- Sherman
- Sherman-Denison
- Shiner
- Shoreacres
- Silsbee
- Slaton
- Smithville
- Snyder
- Somerset
- Somerville
- Sonora
- Sour Lake
- South Padre Island
- Southlake
- Spearman
- Spikewook
- Spring Valley
- Spring
- Springtown
- Spur
- Stafford
- Stamford
- Stanton
- Stephenville
- Stowell
- Sudan
- Sugar Land
- Sulphur Springs
- Sunnyvale
- Sweetwater
- Tahoka
- Taylor
- Teague
- Temple
- Terrell
- Texarkana
- Texas City
- The Colony
- Timpson
- Tioga
- Tolar
- Tom Bean
- Tomball
- Town East
- Trophy Club
- Troup
- Tulia
- Turkey
- Tyler
- Uncertain
- Universal City
- University Park
- Utopia
- Uvalde
- Van Alstyne
- Van Horn
- Vega
- Venus
- Vernon
- Vickery
- Victoria
- Victory
- Vidor
- Waco
- Wadsworth
- Waller
- Wallisville
- Waskom
- Watauga
- Waverly
- Waxahachie
- Weatherford
- Webster
- Weimar
- Wellman
- Weslaco
- West Columbia
- West Lake Hills
- West Orange
- West University Place
- Westphalia
- Wharton
- White Oak
- White Settlement
- Whitehouse
- Wichita Falls
- Willis
- Willow Park
- Wimberley
- Winfield
- Wink
- Winnie
- Winters
- Wolfe City
- Woodland
- Woodway
- Wortham
- Wylie
- Yoakum